# جون جاي ماكليلان
جون جاي ماكليلان (بالإنجليزية: John J. McClellan)‏ هو كاتب ترانيم أمريكي، ولد في 20 أبريل 1874، وتوفي في 2 أغسطس 1925.